# Perilissus nigropunctatus
Perilissus nigropunctatus är en stekelart som beskrevs av Carl Gustav Alexander Brischke 1892. Perilissus nigropunctatus ingår i släktet Perilissus och familjen brokparasitsteklar. Inga underarter finns listade i Catalogue of Life.